# Kallstroemia pubescens
Kallstroemia pubescens är en pockenholtsväxtart som först beskrevs av George Don jr, och fick sitt nu gällande namn av James Edgar Dandy. Kallstroemia pubescens ingår i släktet Kallstroemia och familjen pockenholtsväxter. Inga underarter finns listade i Catalogue of Life.